# 島津繼豐
島津繼豐（日语：〔〕／ Shimazu Tsugutoyo，1702年1月19日—1760年10月28日），日本江戶時代中期大名，薩摩藩第五代藩主。
島津繼豐是島津吉貴的長子，幼名鍋三郎。初名忠休。七歲時，接受德川家繼的偏諱，改名「繼豐」。1721年，父親隱居，他繼承家督之位。
島津繼豐患有重度的疝癪，經常頭暈。他在1736年（享保21年）去江戶參勤交代，沒有回到薩摩藩。翌年向江戶幕府請求居住在江戶城的島津家屋敷中，得到許可。此後他滯留江戶達十二年之久。
1737年，他分封四弟島津忠紀，復興了越前家（稱重富家）。1744年，又分封七弟島津忠卿，復興了已斷絕的支脈和泉家（稱今和泉家）。越前家、今和泉家與之前的加治木家、垂水家並稱為島津氏的四分家，當島津氏宗家後繼無人之時，便由分家中選出一人繼位。 
1746年，他將家督之位讓給長子宗信，自己則隱居。1749年島津宗信去世，無嗣。他回到鹿兒島城，讓加治木家當主島津重年繼位。然而重年於1755年去世，年僅11歲的島津重豪繼任藩主。繼豐雖然病弱，只能輔佐他年幼的孫子。1760年去世。
| 島津繼豐        |                                    |                 |
| 前任： 島津吉貴 | 島津氏第二十二代當主 1721年—1746年 | 繼任： 島津宗信 |
| 前任： 島津吉貴 | 薩摩藩第五代藩主 1721年—1746年     | 繼任： 島津宗信 |